# 里見周三
里見 周三（さとみ しゅうぞう、1877年〈明治10年〉12月31日 - 没年不明）は、日本の醸造家・実業家・政治家。里見合資会社代表社員。

## 経歴
鳥取県出身。醤油製造業、度量衡業を営む。境港商報社長、境貿易監査役・同専務取締役・同取締役、境水産専務取締役・同取締役、境印刷取締役・同社長、中国度量衡監査役、境町会議員、境町学務委員などをつとめる。

## 人物
住所は鳥取県西伯郡境町松ヶ枝町（現・境港市松ヶ枝町）。

## 家族
内務官僚里見富次は息子。二女の正子は加藤章の妻。